# Miagrammopes animotus
Miagrammopes animotus är en spindelart som beskrevs av Arthur M. Chickering 1968. Miagrammopes animotus ingår i släktet Miagrammopes och familjen krusnätsspindlar.
Artens utbredningsområde är Puerto Rico. Inga underarter finns listade i Catalogue of Life.